# Patrick Franziska
Patrick Franziska (Bensheim, 11 juni 1992) is een Duits tafeltennisser. Samen met het Duitse team won hij in 2018 goud bij de wereldkampioenschappen.

## Belangrijkste successen

### Enkelspel
- Wereldkampioenschappen: 2015- kwartfinale
- Europees kampioenschappen: 2012, 2015- ronde van de laatste 16
- Pro Tour: 2017 Korea Open zilver, 2018 Duits Open brons

### Dubbelspel
- Wereldkampioenschappen: 2017- ronde van de laatste 16
- Europees kampioenschappen: 2016- goud
- Pro Tour: 2013 Korea Open brons

### Team
- Wereldkampioenschappen: 2014, 2018- zilver
- Europees kampioenschappen: 2014, 2015- zilver/ 2010, 2013, 2017- goud